# Edward Larocque Tinker
Edward Larocque Tinker (New York, 12 settembre 1881 – New York, 6 luglio 1968) è stato uno scrittore statunitense. Stava molto interessato per la cultura latinoamericana.
Suo nonno era l'avvocato Joseph Larocque, sua madre era Louise (Larocque) Tinker, suo padre Henry Champlin Tinker.
Studiò diritto nell'Università di Columbia, dottorato nelle università di Paris e Madrid.
Nel 1959, creò la Tinker Foundation con la sua seconda sposa Frances McKee Tinker, del suo nonno Edward Greenfield Tinker e del suo padre.
La Biblioteca Edward Larocque Tinker è nel Harry Ransom Center.

## Opera
- Lafcadio Hearn's American Days, 1924
- Closed Shutters: Old New Orleans - the Eighties, 1931
- Les écrits de langue française en Louisiane au XIXe siècle, 1932
- The horsemen of the Americas and the literature they inspired, 1953
- Gombo Comes to Philadelphia1957
- Life and Literature of the Pampas, 1961
- Centaurs of Many Lands, 1964